# Comité olympique chypriote
Le Comité olympique chypriote (en grec moderne, Κυπριακή Ολυμπιακή Επιτροπή, KOE) est l'organisation sportive de Chypre fondée en 1974 pour servir de comité national olympique, reconnu par le CIO en 1979.